# Основно училище „Св. св. Кирил и Методий“ (Скравена)
Основно училище „Св. св. Кирил и Методий“ в село Скравена, община Ботевград, е основано през 1820 г.
Образователното дело в селото започва през 1820 г. от поп Банчо, който открива килийно училище в двора на собствения си дом. Той е свещеник и учител в селото. Първоначално в училището се приемат само момчета и ги учи на четене и черковен ред. За училище се използвали частни къщи.
След Освобождението училищете има четири отделения, а от учебната 1895/1896 г. е открито и пето отделение. Училищната сграда е изградена през 1888/1889 г. в центъра на селото. От 15 септември е открита и прогимназия. Към този момент в училището се обучават 202 ученика. Пръв директор на прогимназията е Лазар Георгиев.
На 21 септември 1964 г. е открита сградата на първото училище. По-късно са построени физкултурен салон, училищен стол и работилница. Дългогодишни директори са Лазар Георгиев, Димитър Коцев, Дафинка Тодорова, Мария Пеева.